# 조슈 정벌

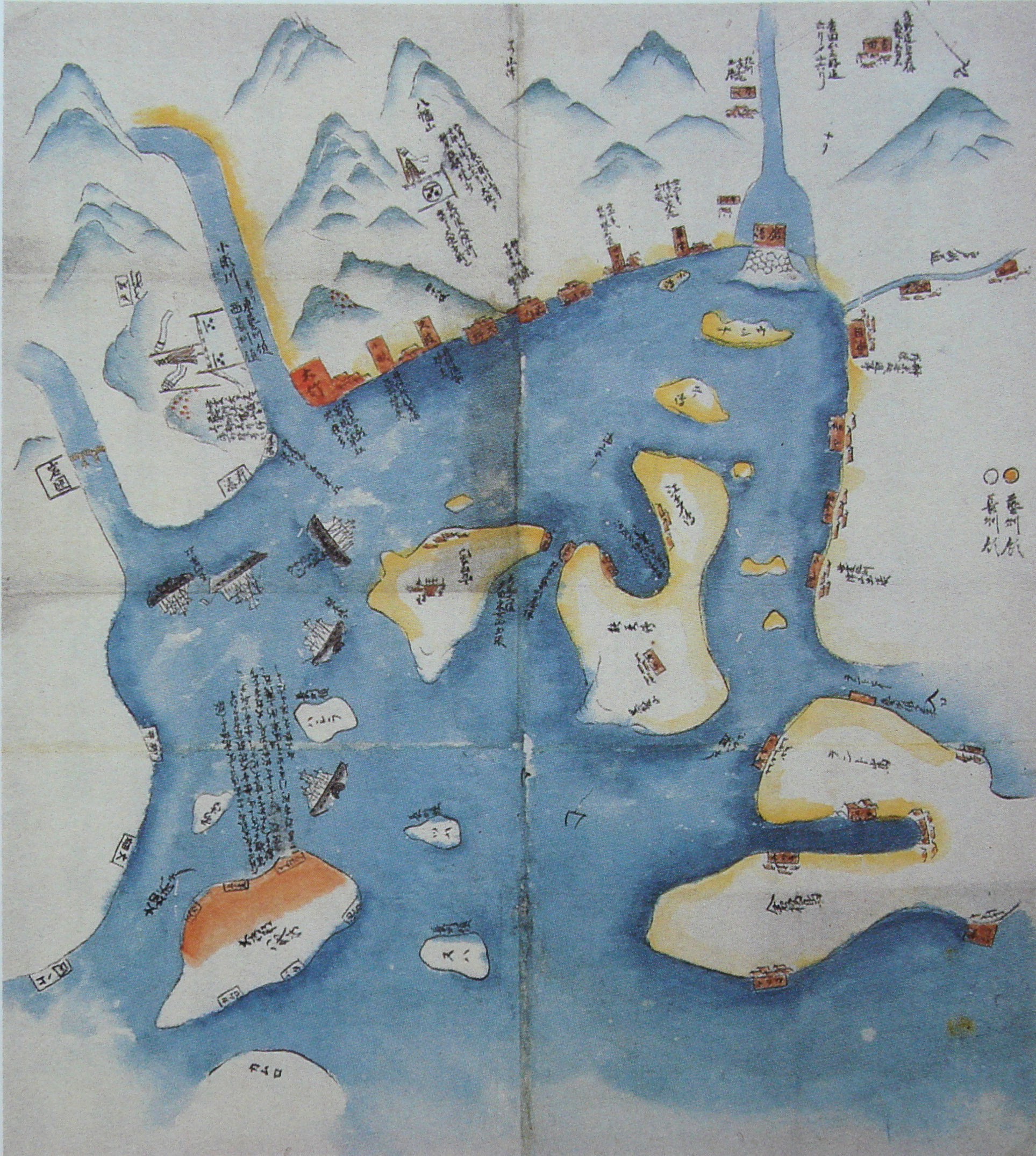
제2차 조슈 정벌 작전 지도 (사카모토 료마)

조슈 정벌(일본어: 長州征討)은 1864년과 1866년 두 번에 걸쳐 막부가 조슈번의 처분을 위해 조슈번이 있는 스오국, 나가토국을 정벌하기 위해 군사를 일으킨 사건을 가리킨다. 조슈 정벌, 조슈 출병, 막장 전쟁, 조슈 전쟁 등으로도 불린다.
특히 1865년 5월 에도 막부 14대 쇼군 도쿠가와 이에모치의 출전부터 시작하여, 1867년 1월 23일의 해병령에 이르는 ‘제2차 조슈 정벌’은 ‘조슈재정’이라고도 불리며 막부 말기 정치 사건 중 가장 큰 사건이 되었지만, 조슈 측의 입장에서 해당 사건을 역사적 맥락에서 사경 전쟁(四境戦争)이라고 부르는 경향도 있다.

## 제1차 조슈 정벌
1864년 7월 23일, 조정은 막부에 대해 조슈 토벌의 칙명을 발표했다. 막부는 조슈 번주 모리 다카치카와 양자인 모리 모토노리 (이후 겐토쿠)에 금문의 변을 일으킨 책임을 물어 치죄를 하기 위해 오와리번, 에치젠 번과 서쪽 지방 여러 번과 정벌군을 편성했다. 동원된 번의 수는 모두 35번, 총 15만 명이었다.
8월 13일, 여러 번의 공격이 정해져 다섯 갈래 원정로(게이슈, 세키슈, 오시마, 고쿠라, 하기)로부터 하기성이 있는 하기가 아니라 영주 부자가 있는 야마구치로 가겠다는 결정을 내렸다.
조슈 정벌 사령관은 오와리번의 전전 영주인 도쿠가와 요시카쓰(8월 7일 기슈번주 도쿠가와 모치쓰구로부터 변경)가 맡았다. 부사령관에는 에치젠 번주 마쓰다이라 모치아키가 임명되었다. 사령관은 조슈 정벌에 대해 쇼군으로부터 전권 위임을 받아 조슈 정벌에 대한 군권을 장악한다.
10월 22일, 오사카성에서 조슈 정벌군은 군사 회의를 열었다. 이 회의에서 11월 11일까지 각자 공격을 시작하여, 1주일 뒤인 18일에 공격을 시작하겠다고 결정했다. 히로시마의 고쿠타이지(国泰寺)는 총사령관부, 부젠의 고쿠라성에는 부사령관부를 설치하게 되었다. 쇼군은 최종적으로 조슈 번에 처벌(공개재판)을 원했지만, 총사령관(총독)은 조슈 번에 대한 항복 조건의 결정, 조슈정벌 군의 해체 시기에 대해서 권한을 가진다. 막부는 역적이 된 조슈 번 제후의 저택을 몰수, 영주 부자에게 근신을 명했다. 그러나 어떤 조건으로 조슈 번으로부터 사과를 받는 지에 대해서는 정하지 않아서 막부와 조슈 정벌군 내부에서는 처벌 방안을 포함해서 몇 가지 방안이 나왔다.
이때 조슈 정벌군에 참여하여 하기 원정로의 선봉을 맡았던 사쓰마번은 독자적인 움직임을 보였다. 후쿠오카 번사인 기타오카 유헤이, 사쓰마 번사인 다카사키 고주로쿠(병부)가 9월 30일에 이와쿠니 번 산나나토에 들어가서 이와쿠니번의 요시카와 교미키(감물)와 사쓰마 번은 조슈 정벌의 협상에 들어갔다. 10월 21일, 다카사키는 이와쿠니 앞으로 편지를 보냈다. 편지에는 사쓰마 번은 조슈 번을 위해 노력하는 폭도를 처벌하고 흑백을 가려, 회개하는 마음을 분명히 하는 것이 중요하다. 또 산조 사네토미 등 5경을 추방하고, 경우에 따라서는 영주 부자가 총독부의 군문으로 스스로 나올 필요가 있겠지만, 우선은 안심해도 좋다는 내용이 있었다. 또한, 다카사키는 교토에서 집을 비운 사이고 다카모리(기치노스케)가 조슈정벌군에서 협상을 담당하기 때문에 머지않아 이와쿠니에게도 들어갈지도 모르겠다라고 쓰여져 있었다.
10월 24일, 오사카에서 사이고는 총독 요시카쓰에게 조슈 번의 항복 과정에 대해서 복안을 말했다. 요시카쓰는 그 자리에서 신임의 증거로 사이고에게 와키자시 한 칼을 주었고, 사이고는 조슈정벌군 전권을 위임받은 참모 격이 되었다. 요시카쓰와 사이고는 총독부를 막부의 통제로부터 격리하여 관전론에 근거한 조기 병력 해체 노선으로 ‘독주’했다.

## 제2차 조슈 정벌
1866년 6월 7일에 막부 함대가 스오오오시마에 포격을 시작했고, 13 일에는 게이슈 방면, 오제카와 방면, 16일에는 세키슈 방면, 17일에는 오구라 방면에서 각각 전투가 시작된다. 조슈 측은 야마구치 번 정부와 합의하여 작전을 지휘했다.
이 전투의 장기화에 의해 쌀 값이 폭등하였다고 전국 각지에서 잇키(민중 봉기)가 벌어지며 막부군이 도중에 철퇴를 하였다는 원인이 되었다.
이 전투 도중에서 7월 20일에 도쿠가와 이에모치가 각기병으로 사망한 이후에는 7월 27일, 도쿠가와 요시노부가 쇼군 직을 계승하기로 결정(정식에는 29일부터 상속)하였으나 막부 정권 패배 확정에 깨닫고 스스로 사퇴하고자 하였다.
1867년 5월의 사후 회의에서 주도권을 쥐고 있는 요시노부가 조슈 관전론을 주청하며 메이지 천황의 칙허를 얻었고, 그 해 3년 12월 8일에 니조 나리유키가 주최하는 조정 회의에서 모리 다카치카, 모리 사다히로 부자가 관위를 복권받으며 조슈가 조적 혐의에 대해 사면받았다.